# Wilków (Głogów)
Wilków (deutsch Wilkau; 1937–1945 Wolfau) ist ein Dorf an der Oder in der Landgemeinde Głogów (Glogau) im Powiat Głogowski der Woiwodschaft Niederschlesien in Polen. Durch Wilków verläuft die Droga krajowa 12 von Głogów nach Leszno (Lissa).

## Geografie
Wilków liegt zehn Kilometer nordöstlich von Głogów (Glogau) nahe der Grenze zur Woiwodschaft Lebus. Umliegende Orte sind Gola (Guhlau) im Norden, Zamysłów (Hinzendorf) im Nordosten, Szlichtyngowa (Schlichtingsheim) im Osten, Wojszyn (Woischau) im Süden, Klucze (Klautsch) im Südwesten, Stare Serby (Lerchenberg) im Westen und Krzekotów (Klein Vorwerk) im Nordwesten.

## Geschichte

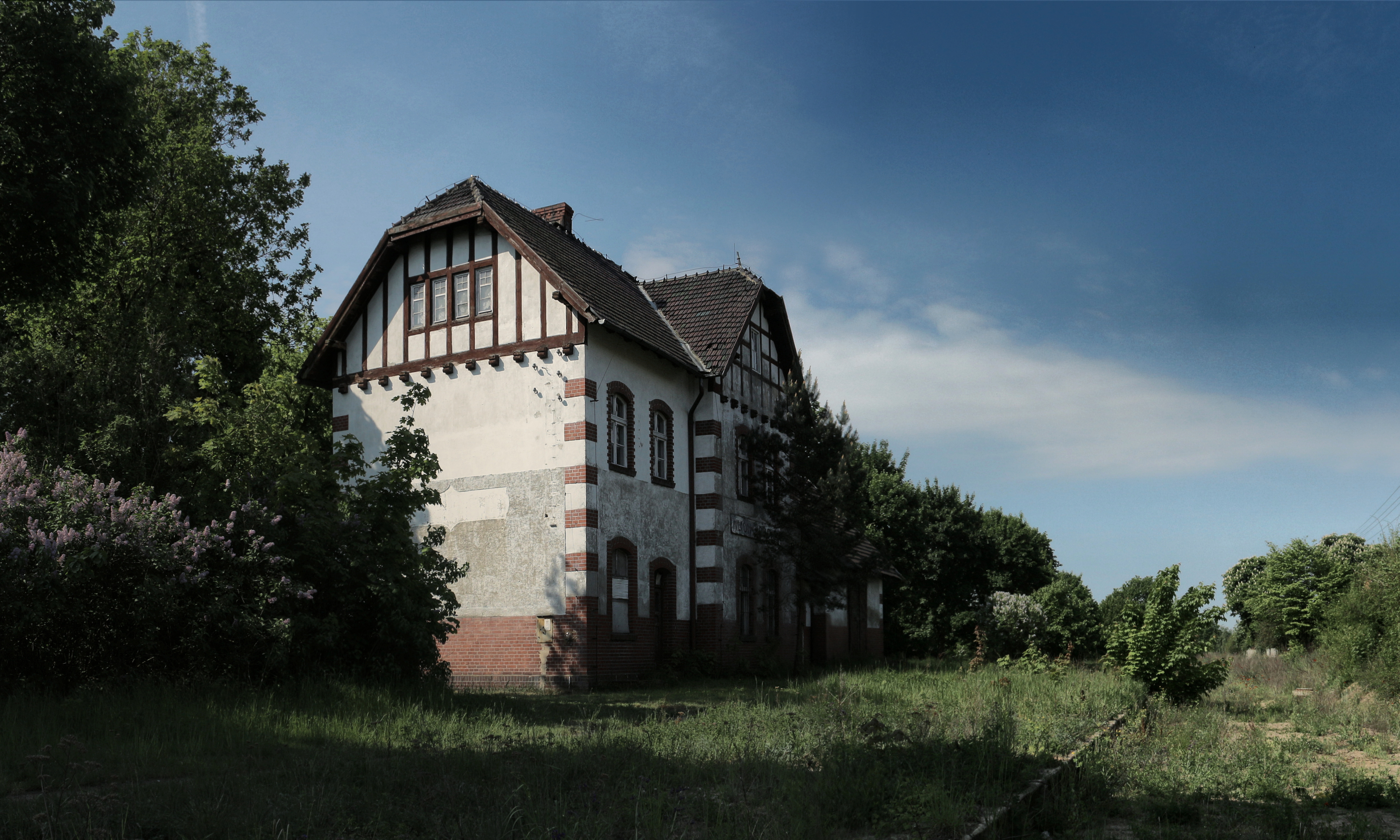
Ehemaliger Bahnhof von Wilków

Wilkau wurde erstmals im Jahr 1357 urkundlich erwähnt. Der Ortsname ist nach dem deutschen Linguisten Heinrich Adamy auf „Wolf“ zurückzuführen und wurde später aus phonetischen Gründen zu Wilkau geändert, wodurch allerdings die ursprüngliche Bedeutung verloren ging. Während des Dreißigjährigen Krieges wurde im Jahr 1632 die damalige Dorfkirche  zerstört.
Durch seine Lage nahe der Oder wurde Wilkau mehrfach überschwemmt. Vom 9. März bis 11. März 1838 wurden während eines Hochwassers 20 von 33  Wohngebäuden zerstört. Der Ort war völlig überflutet. Im Jahr 1863 wurde das Dorf nach einem Brand stark beschädigt.
1906 wurde ein Bahnhof errichtet, durch den Wilkau an die Strecke Guhrau–Glogau angebunden war. Der Personenverkehr wurde 1991 eingestellt.
Nach dem Ersten Schlesischen Krieg fiel Wilkau im Jahr 1742 an Preußen. 1816 wurde es dem Landkreis Glogau im Regierungsbezirk Liegnitz eingegliedert, mit dem es bis 1945 verbunden blieb. 1937 wurde Wilkau im Zuge der Germanisierung zur Zeit des Nationalsozialismus in Wolfau umbenannt.
Als Folge des Zweiten Weltkriegs fiel Wilkau 1945 mit dem größten Teil Schlesiens an Polen. Nachfolgend wurde es in Wilków umbenannt. Die deutsche Bevölkerung wurde – soweit sie nicht vorher geflohen war – weitgehend vertrieben. Die neu angesiedelten Bewohner waren teilweise Zwangsumgesiedelte aus Ostpolen, das an die Sowjetunion gefallen war.
Bürgermeisterin von Wilków ist Weronika Ochałek; in der Landgemeinde Głogów wird Wilków von Piotr Cypryjański und Sebastian Urbański vertreten.